# Martin Baltscheit
Martin Baltscheit (* 16. September 1965 in Düsseldorf) ist ein deutscher Comiczeichner, Illustrator, Schriftsteller, Schauspieler und Regisseur.

## Leben
Baltscheit studierte Kommunikationsdesign an der Folkwangschule für Gestaltung in Essen. Er war von 1986 bis 1992 Mitglied des Theaters Junges Ensemble Düsseldorf. Nach einem Karrierestart als Comiczeichner schrieb und illustrierte er Kinderbücher, verfasste Hörspiele, Theaterstücke und Trickfilme.
Für den Westdeutschen Rundfunk arbeitete er als Moderator und Autor im Team der WDR-5-Kindersendung Bärenbude. Seit 1997 ist er zudem als Sprecher für Hörbücher, Hörspiele und Werbespots tätig. Sein Buch Major Dux oder der Tag, an dem die Musik verboten wurde wurde im Rahmen des Altstadtherbstes 2008 von September bis Dezember 2008 als Theaterstück aufgeführt. Zum Kinder- und Jugendhörbuch des Jahres 2014 kürte die Jury Nur 1 Tag von und mit Martin Baltscheit, der als Autor, Interpret, Regisseur und Illustrator fungierte. Dieser Hörbuch-Preis der Landeshauptstadt Wiesbaden ist mit 10.000 Euro dotiert.
2014 war er Jurymitglied der Auszeichnung Das außergewöhnliche Buch des Kinder- und Jugendprogramms des Internationalen Literaturfestivals Berlin.
2015 wurde Die Geschichte vom Fuchs, der den Verstand verlor vom TrickStudio Lutterbeck in Köln als Kurzfilm umgesetzt. Martin Baltscheit hat dem Erzähler seine Stimme geliehen, der Fuchs wurde vom Kabarettisten Jochen Malmsheimer gesprochen.
2017 gab er mit dem Film Nur ein Tag sein Spielfilmregiedebüt. Hieran war er auch als Drehbuchautor beteiligt.
Martin Baltscheit lebt in Düsseldorf.

## Auszeichnungen
- 2001: Förderpreis für Literatur der Landeshauptstadt Düsseldorf[4]
- 2008: Rattenfänger-Literaturpreis, mit Zoran Drvenkar für ihr gemeinsames Buch Zarah: Du hast doch keine Angst, oder?
- 2009: Kinderbuchpreis des Landes Nordrhein-Westfalen für das Buch Felline, Professor Paul und der Chemiebaukasten
- 2010: Deutscher Jugendtheaterpreis für sein Stück Die besseren Wälder
- 2011: Silberne Feder für Die Geschichte vom Fuchs, der den Verstand verlor
- 2011: Deutscher Jugendliteraturpreis für Die Geschichte vom Fuchs, der den Verstand verlor
- 2012: Rheinischer Literaturpreis Siegburg für Die Geschichte vom Fuchs, der den Verstand verlor[5]
- 2014: Kinder- und Jugendhörbuch des Jahres für Nur 1 Tag
- 2014: „Lesekünstler des Jahres“, Auszeichnung des Börsenvereins des Deutschen Buchhandels
- 2016: Deutscher Kindertheaterpreis für sein Stück Krähe und Bär oder: Die Sonne scheint für uns alle
- 2018: Preis der deutschen Filmkritik 2017 – Auszeichnung in der Kategorie Bester Kinderfilm für Nur ein Tag[6]
- 2018: Kinderhörspielpreis des MDR für sein Hörspiel des gleichnamigen Kinderbuches Krähe und Bär
- 2021: Jugend-Kulturpreis der Sparkassen-Kulturstiftung Rheinland

## Werke (Auswahl)
- 1994: Lotte und Leo
- 1996: Paul trennt sich
- 1997: Kurz der Kicker
- 1998: Der Neue
- 2002: Die Geschichte vom Löwen, der nicht schreiben konnte
- 2002: Die Abenteuer des Herrn Benedict
- 2004: Der kleine Herr Paul
- 2005: Der kleine Herr Paul im Schnee
- 2005: Da hast du aber Glück gehabt!: kleine Teufelei
- 2005: Ich bin für mich: der Wahlkampf der Tiere
- 2007: Zarah: Du hast doch keine Angst, oder? mit Zoran Drvenkar
- 2007: Major Dux oder der Tag, an dem die Musik verboten wurde!
- 2007: Hauptsache, es wird kein Hund: eine Geschichte (2007, Illustratorin: Katja Kamm)
- 2007: Was ist eigentlich ein Tulipan?
- 2007: Die Belagerung: eine Erzählung
- 2008: Der Sonnenwecker
- 2008: Frankie unsichtbar
- 2009: Jasmin Behringer: Ich und die Kanzlerin
- 2010: Es waren einmal zwei wirklich dumme Gänse in einem brennenden Haus, Tulipan Verlag, Berlin 2010, ISBN 978-3-939944-45-4.
- 2010: Akkuratus² – Schneekugel und Kakao, mit Illustrationen von Ulf K.; Klett Kinderbuch, Leipzig 2010, ISBN 978-3-941411-27-2.
- 2010: Die Geschichte vom Fuchs, der den Verstand verlor (2010); Bloomsbury Kinderbücher & Jugendbücher, Berlin 2010, ISBN 978-3-8270-5397-8.
- 2011: Was soll ich da erst sagen?, Zeichnungen von Antje Drescher: Bajazzo-Verlag, Zürich 2011, ISBN 978-3-905871-29-6.
- 2012: Zoran Drvenkar: Die Kurzhosengang und das Totem von Okkerville
- 2013: Oliver Scherz: Ben
- 2014: Oliver Scherz: Wir sind nachher wieder da, wir müssen kurz nach Afrika
- 2014: Nur 1 Tag
- 2015: (mit Christine Schwarz) Gans für dich, erzählerisches Bilderbuch, Beltz & Gelberg, Weinheim ISBN 978-3-407-82068-6
- 2016: Die Geschichte vom Löwen, der nicht schwimmen konnte
- 2018: Löwenfreunde leben länger
- 2018: Tschiep!
- 2018: Der einsamste Wal der Welt, Carlsen Verlag, Hamburg 2018
- 2018: Der kleine Prinz feiert Weihnachten, Karl Rauch Verlag, Düsseldorf 2018, ISBN 978-3-7920-0155-4
- 2020: Ben und Teo – Zwei sind einer zu viel
- 2020: Selma tauscht Sachen, Kibitz Verlag
- 2022: L wie Liebe, mit Sandra Brandstätter. Kindermann Verlag, Berlin 2022, ISBN 978-3-949276-05-7

## Hörspiele
- 2014: Nur 1 Tag – Regie mit Markus Langer (Kinderhörspiel – Oetinger Media GmbH) – auch Sprechrolle